# Hannspeter Disdorn
Hannspeter Disdorn (* 1934 in Mannheim; † 24. März 2017 in Bonn)  war ein deutscher Diplomat, der unter anderem Botschafter in Angola und Albanien war.

## Leben
Nach dem Abitur absolvierte Disdorn ein Studium der Rechtswissenschaften an der Ruprecht-Karls-Universität Heidelberg, das er mit dem Ersten sowie dem Zweiten Juristischen Staatsexamen abschloss. Während seines Studiums wurde er 1955 Mitglied der Studentenverbindung KDStV Arminia Heidelberg. Im Anschluss folgte ein einjähriges postgraduales Studium an der Universität von Burgund in Dijon.
Nach seiner Rückkehr trat er in den Auswärtigen Dienst ein und fand nach Beendigung der Laufbahnprüfung für den höheren Dienst Verwendung als Legationsrat an der Botschaft in Japan, an der er als Referent für Wirtschaft und Protokoll tätig war.
Nach weiteren Verwendungen an den Auslandsvertretungen in Irland und Jugoslawien sowie in der Zentrale des Auswärtigen Amtes in Bonn wurde er 1977 Ständiger Vertreter des Botschafters sowie Geschäftsträger an der Botschaft in Afghanistan. Während seiner bis 1980 dauernden dortigen Tätigkeit kam es 1979 zur sowjetischen Intervention in Afghanistan. Aufgrund seiner diplomatischen Verdienste in dieser Zeit wurde ihm das Bundesverdienstkreuz am Bande verliehen.
Im Anschluss war er wiederum in der Zentrale des Auswärtigen Amtes tätig, ehe er im Mai 1985 als Nachfolger von Hans-Joachim Dunker Botschafter in Angola wurde und dort bis 1989 tätig war. Nachfolger von ihm wurde Anfang 1990 Hans Helmut Freundt.
Disdorn war anschließend an der Botschaft in Italien sowie abermals im Auswärtigen Amt tätig, ehe er zuletzt 1995 seine Akkreditierung als Botschafter in Albanien erhielt, wo er Nachfolger von Claus Vollers wurde. In dieser Funktion unterzeichnete er unter anderem am 5. November 1998 das Abkommen zwischen der Regierung der Bundesrepublik Deutschland und der Regierung der Republik Albanien über Finanzielle Zusammenarbeit und die ländliche Wasserversorgung für Kavaja (BGBl. 1999 II S. 30). Nach vierjähriger Tätigkeit wurde er schließlich 1999 in den Ruhestand versetzt, während Peter Kiewitt sein Nachfolger als Botschafter in Albanien wurde.
Nach Eintritt in den Ruhestand ließ er sich in Herrischried-Wehrhalden nieder und engagierte sich dort von 2000 bis 2005 im Tourismusausschuss der Gemeinde. Daneben war er als Auslandsbeauftragter des Malteser Hilfsdienstes im Erzbistum Freiburg tätig und setzte sich als stellvertretender Vorsitzender eines Fördervereins für ein Wirtschaftsgymnasium für Mädchen in Kabul ein.